# Giulio Cesare Casali
Giulio Cesare Casali (13 febbraio 1942) è un allenatore di calcio ed ex calciatore sammarinese.

## Biografia
Già professore di educazione fisica, è sposato e padre di due figli.

## Carriera
Da calciatore ha giocato nel ruolo di centrocampista con le maglie di Libertas e San Marino Calcio, allora chiamato Associazione Calcio San Marino.
Dopo aver concluso la carriera agonistica, è diventato allenatore delle giovanili della stessa A.C. San Marino e poi assistente-allenatore della prima squadra. Il 24 gennaio 1986 è stato nominato commissario tecnico della Nazionale maggiore, il primo della storia. La prima convocazione è quella del 7 marzo 1986 per la partita di cinque giorni dopo, contro la formazione danese dell'Odense, esordio non ufficiale della Nazionale biancazzurra.
In seguito Casali ha allenato la Nazionale per altri quattro incontri, prima di abbandonare la panchina nel 1990 per motivi di salute: San Marino-Canada Olimpico (0-1, amichevole del 28 marzo 1986), Libano-San Marino (0-0, Giochi del Mediterraneo del 16 settembre 1987), Siria-San Marino (3-0, Giochi del Mediterraneo del 18 settembre 1987) e Turchia-San Marino (4-0, Giochi del Mediterraneo del 20 settembre 1987).